# After Forever
Az After Forever 1995–2009 között aktív holland szimfonikus metalzenekar. A szoprán hangnem dominált, de jelen volt a death metal jellegű hörgés is a zenéjükben. Az AF tagjai Sander Gommans, Mark Jansen, Joep Beckers, Jack Driessen, Luuk van Gerven, Floor Jansen, André Borgman, Lando van Gils, Bas Maas és Joost van den Broek voltak.

## Története
A zenekar 1995-ben alakult meg Hollandiában, Apocalypse néven. Ekkor még death metal számok feldolgozásait játszották. Floor Jansen énekesnő 1997-es csatlakozásával azonban áttértek a szimfonikus metal műfajára. 2000-ben jelent meg a legelső nagylemezük. Ugyanebben az évben Joep Beckers és Jack Driessen kiszálltak az együttesből. Helyükre André Borgman és Lando van Gils kerültek.
2001-ben piacra került az After Forever második stúdióalbuma is. 2002-ben Mark Jansen kiszállt a zenekarból, és megalapította az Epica nevű, szintén szimfonikus metalt játszó együttest. Jensen helyére Bas Maas került.
A 2004-es év egy új stúdióalbumot hozott az AF számára. Ugyanebben az évben Lando van Gils is kilépett a zenekarból. 2005-ben piacra került a negyedik nagylemez is.
2006-ban az After Forever elhagyta a Transmission Records kiadót, és átiratkozott a Nuclear Blast Recordshoz.
2009-ben feloszlottak.

## Diszkográfia
- Prison of Desire (2000)
- Decipher (2001)
- Invisible Circles (2004)
- Reimagine (2005)
- After Forever (2007)